# 2005 Hencke
2005 Hencke è un asteroide della fascia principale. Scoperto nel 1973, presenta un'orbita caratterizzata da un semiasse maggiore pari a 2,6207919 UA e da un'eccentricità di 0,1671901, inclinata di 12,21968° rispetto all'eclittica.
Denominato in onore dell'astronomo tedesco Karl Ludwig Hencke.